# Ernst & Sohn
Der Verlag Ernst & Sohn ist eine Tochter der Verlagsgruppe Wiley-Blackwell mit Sitz in Hoboken (New Jersey). Ernst und Sohn wurde 1851 von Wilhelm Ernst und Heinrich Korn in Berlin gegründet und zählt zu den führenden Fachverlagen für Bauingenieure im deutschsprachigen Raum. Standort des Verlags ist seit der Gründung Berlin. Zum Programm gehören 10 Fachzeitschriften, 4 davon in englischer Sprache, sowie Sonderhefte und zahlreiche deutsch- und englischsprachige Bücher und verschiedene Datenbanken und Websites. Seit 1988 wird der Ingenieurbaupreis für herausragende Leistungen der Baukunst vergeben.

## Produkte

### Bücher
Der Beton-Kalender, Jahrgang 1906, ist das bedeutendste Werk der Verlagsgeschichte. Das Buchprogramm hält, in print und elektronisch, zu allen Bereichen der Bauingenieurspraxis Fachinformation bereit: Stahlbeton- und Stahlbau, Tragwerksplanung und -berechnung, Bauphysik, Geotechnik, Bau-Management und Normung ebenso wie zu „Spezialisten“ wie Verkehrs- und Sportstättenbau oder Wasserbau.
Bekannt sind neben dem Beton-Kalender auch die anderen jährlichen Publikationen wie der Mauerwerk-Kalender, der Stahlbau-Kalender und der Bauphysik-Kalender, mehrbändige Standardwerke wie das Holzbau-Taschenbuch und das Grundbau-Taschenbuch sowie Monografien zu Einzelthemen. Eines der bekanntesten englischsprachigen Werke ist Neuferts Architects' Data, das 2012 bereits in der 4. Auflage erschien.
Langjährige Kooperationen mit Gesellschaften wie der Deutschen Gesellschaft für Geotechnik (DGGT) oder der International Federation for Structural Concrete (fib) führen zu Gemeinschaftsprojekten wie den Titeln fib Model Code for Concrete Structures 2010, EA Pfähle – Empfehlungen des Arbeitskreises Pfähle, Empfehlungen des Arbeitsausschusses Ufereinfassungen (EAU), Empfehlungen des Arbeitsausschusses Baugruben (EAB) und EBGEO – Recommendations for Design and Analysis of Earth Structures using Geosynthetic Reinforcements oder Titeln aus der ECCS-Reihe wie z. B. Design of cold-formed steel structures. Von 1877 bis 1998 erschien im Verlag die vom Architekten- und Ingenieur-Verein zu Berlin (AIV) herausgegebene Buchreihe Berlin und seine Bauten.

### Zeitschriften
Zeitschriften-Klassiker wie die Bautechnik, Beton- und Stahlbetonbau und Stahlbau prägen die Branche bereits seit über 90 Jahren; 1979 erweiterte der Verlag sein Zeitschriften-Portfolio um die Bauphysik. Heute gehören 10 Fachzeitschriften zum Programm. Sie präsentieren ausschließlich wissenschaftlich begutachtete Beiträge und sind seit 2007 ISI-zertifiziert.
Die englischsprachigen Zeitschriften Geomechanics and Tunnelling, Steel Construction, Mauerwerk – European Journal of Masonry, sowie die seit Anfang 2019 erscheinende online-Zeitschrift Civil Engineering Design richten sich an Fachleute aus aller Welt. Folgende Zeitschriften erscheinen in Zusammenarbeit mit nationalen und internationalen Verbänden: Steel Construction – Design and Research (Mitgliederzeitschrift der ECCS – European Convention for Constructional Steelwork), geotechnik (Organ der DGGT – Deutsche Gesellschaft für Geotechnik e. V.) sowie Geomechanics and Tunnelling (Mitgliederzeitschrift der ÖGG, der Österreichischen Gesellschaft für Geomechanik). Fast 30.000 Aufsätze und Berichte aus allen Zeitschriften seit 1967 hält die Artikeldatenbank von Ernst & Sohn bereit. Diese und weitere Beiträge sind darüber hinaus in die Datensammlung von John Wiley & Sons, Wiley Online Library (WOL), eingebettet.

### Online
Seit 2012 betreibt der Verlag Ernst & Sohn das Online-Magazin Momentum. Nach Verlagsangaben besteht die Zielgruppe aus Bauingenieuren, Architekten und Menschen, die sich für technische Fragen des Bauwesens in ihrem gesellschaftlichen und historischen Zusammenhang interessieren.

## Geschichte
Wilhelm Ernst & Sohn, Verlag für Architektur und technische Wissenschaften GmbH & Co. KG, entstand 1888 und folgte dem Vorgänger-Verlag von Ernst & Korn. Ernst & Korn Berlin wurde 1851 von Wilhelm Ernst (1814–1894), der 1850 den Reimarus Verlag und die Buch- und Kunsthandlung von Gropius in Berlin und Potsdam übernahm, und Heinrich Korn (1829–1907), der bei Gropius gelernt hatte und eine Druckerei einbrachte, gegründet. Korn verließ 1880 die Teilhaberschaft. Sie vertrieben ihre Publikationen zu Beginn über die Berliner Gropius'sche Buch- und Kunsthandlung und teilweise über die Breslauer W. G. Korn'sche Buchhandlung. Die 1827 gegründete Gropiussche Buchhandlung gehörte zur Künstler- und Architektenfamilie Gropius. Die Gründer waren die Brüder Carl, Ferdinand und Friedrich George Gropius, deren Vater mit Karl Friedrich Schinkel befreundet war.
Mit den Titeln Zeitschrift für Bauwesen (ab 1851, Auflage 13.000) und Zentralblatt der Bauverwaltung (ab 1881, Auflage 5.000) hatte Ernst & Korn die damals führenden Fachzeitschriften für Bauingenieure im Programm. Die Initiative zur Gründung kam von der preußischen Bauverwaltung und dem Architektenverein. Das Zentrum der Bauforschung in Berlin war die Bauakademie von Schinkel und auch der Verlag hatte bis 1877 dort seinen Sitz (danach in der Wilhelmstraße 90 nahe dem Architektenhaus). Hinzu kam die Architekturzeitschrift Architektonisches Skizzenbuch, Die Denkmalpflege (ab 1899) und das Ingenieurs-Handbuch Die Hütte (vom gleichnamigen 1846 gegründeten Verein an der Berliner Gewerbeakademie gegründet), das Ernst und Sohn bis 1971 herausgab.
1891 trat der Sohn von Wilhelm Ernst in den Verlag ein, Georg Eberhard Ernst (1852–1902). Der Verlag hieß daraufhin Wilhelm Ernst und Sohn. Georg Eberhard Ernst übernahm nach dem Tod von Wilhelm Ernst 1894 den Verlag. Stark ausgebaut wurde der Verlag durch Georg Ernst (1880–1950), der 1902 nach dem Tod seines Vaters Georg Eberhard Ernst den Verlag übernahm. Er baute den Verlag besonders auf dem Gebiet des aufkommenden Stahlbetons aus, wobei er mit Friedrich von Emperger, einem Pionier auf diesem Gebiet, zusammenarbeitete. 1904 wurde die 1901 in Wien von Emperger gegründete Zeitschrift Beton und Eisen (später Beton- und Stahlbetonbau) übernommen, 1905 erschien der Beton-Kalender (ebenfalls auf Initiative von Emperger entstanden) und 1908 erschien das Handbuch für Eisenbetonbau. Ab 1910 kamen die Heft des Deutschen Ausschusses für Stahlbeton (damals noch Eisenbeton) hinzu. 1923 erschien das erste Heft der Bautechnik und 1928 von Stahlbau (als Beilage zur Bautechnik und ab 1952 selbständig). Die Bautechnik wurde gegründet, nachdem der Verlag 1922 aufgrund der Inflation und Unstimmigkeiten mit Behörden (die Mitherausgeber waren) die Zeitschriften Zentralblatt für Bauverwaltung, Zeitschrift für Bauwesen und Die Denkmalpflege aufgab. Stattdessen sollte eine neue Zeitschrift alle Aspekte der Bautechnik abdecken.
Schon im 19. Jahrhundert veröffentlichten berühmte Bauingenieure im Verlag (z. B. Johann Wilhelm Schwedler, Heinrich Müller-Breslau, Christian Otto Mohr, Friedrich Engesser, Hermann Zimmermann und August Wöhler), insbesondere solche, die eng mit der Berliner Bauakademie verbunden waren wie Gotthilf Hagen, James Hobrecht und Johann Wilhelm Schwedler.
Aus Anlass des 170. Jahrestag des Bestehens des Verlages wurde im Januar 2021 auf dessen Website eine Chronik veröffentlicht.